# Pachypeza
Pachypeza är ett släkte av skalbaggar. Pachypeza ingår i familjen vivlar.
Kladogram enligt Catalogue of Life:
| Pachypeza | \| \| Pachypeza sanguinea \| \| \| \| \| \| Pachypeza sanguineus \| \| \| \| |
|           | \| \| Pachypeza sanguinea \| \| \| \| \| \| Pachypeza sanguineus \| \| \| \| |
|           | Pachypeza sanguinea                                                          |
|           |                                                                              |
|           | Pachypeza sanguineus                                                         |
|           |                                                                              |